# Detrefalva
Detrefalva (1899-ig Olcznó, szlovákul: Olcnava) község Szlovákiában, a Kassai kerület Iglói járásában.

## Fekvése
Iglótól 15 km-re délkeletre, a Hernád partján fekszik.

## Története
1312-ben „villa Detrici” néven említik először. Már ekkor volt temploma, melynek korabeli gótikus Szűz Mária szobra a Szlovák Nemzeti Galériában látható. 1317-ben Károly Róbert oklevelében „ALCZWNO, QUE VILLA ALBI DITRICI APPELATUR” (Alcznó, melyet Fehér Detre falvának neveznek) alakban szerepel. A Szepesi vár uradalmához tartozott, majd a 16. században a Thurzók birtoka. A 17. században a Csákyak tulajdonában állt.
A 18. század végén Vályi András így ír róla: „OLZNAU. Olzno. Tót falu Szepes Várm. földes Ura G. Csáky Uraság, fekszik Olaszfaluhoz fél mértföldnyire, Velbachnak szomszédságában, mellynek filiája, határjának fele sovány, és réttyeit Hernád vize néha meg önti, legelője elég, földgyének fele termékeny, fája van, piatzozása Iglón, és Szepes Várallyán.”
Fényes Elek 1851-ben kiadott geográfiai szótárában így ír a faluról: „Olycznó, tót falu, Szepes vmegyében, Markusfalva fil., 329 kath. lak. F. u. gr. Csáky.”
A trianoni diktátumig Szepes vármegye Szepesváraljai járásához tartozott.

## Népessége
| Év:            | 1994. | 2004.   | 2014.   | 2024.   |
| -------------- | ----- | ------- | ------- | ------- |
| Emberek száma: | 900   | 969     | 1044    | 1015    |
| Eltérés:       |       | +7,66 % | +7,73 % | -2,77 % |

| Év:            | 2023. | 2024.   |
| -------------- | ----- | ------- |
| Emberek száma: | 1018  | 1015    |
| Eltérés:       |       | -0,29 % |

1910-ben 367, túlnyomórészt szlovák lakosa volt.
2001-ben 973 lakosából 948 szlovák volt.
2011-ben 1040 lakosából 992 szlovák.

## Nevezetességei
- Szűz Mária tiszteletére szentelt, római katolikus temploma a 19. században épült neoklasszicista stílusban.